# Neottia bifolia
Neottia bifolia là một loài thực vật có hoa trong họ Lan. Loài này được (Raf.) ined. mô tả khoa học đầu tiên.